# گرنت-والکاریا (فلوریدا)
گرنت-والکاریا (به انگلیسی: Grant-Valkaria) شهرکی در شهرستان بریوارد ایالت فلوریدا است که در سال ۲۰۰۶ بنیان‌گذاری شده‌است. این شهرک طبق سرشماری سال ۲۰۱۰ میلادی، ۳٬۸۵۰ نفر جمعیت داشته و مساحت آن نیز ۲٫۷ کیلومتر مربع است.